# Batrachoseps robustus
Espèce
Statut de conservation UICN

 NT  : Quasi menacé
Batrachoseps robustus est une espèce d'urodèles de la famille des Plethodontidae.

## Répartition
Cette espèce est endémique de la Californie aux États-Unis. Elle se rencontre dans les comtés d'Inyo, de Kern et de Tulare. Elle est présente entre 1 615 et 2 800 m d'altitude sur le plateau Kern et dans les Scodie Mountains.

## Description
Batrachoseps robustus mesure de 43 à 59 mm pour les mâles et de 55 à 61 mm pour les femelles. Son dos est brun très foncé avec des reflets bronzés ou rougeâtres.

## Étymologie
Son nom d'espèce, du latin robustus, « robuste », lui a été donné en référence à sa taille et son aspect général.

## Publication originale
- Wake, Yanev & Hansen, 2002 : New species of Slender Salamander, genus Batrachoseps, from the southern Sierra Nevada of California. Copeia, vol. 2002, p. 1016-1028 (texte intégral).